# Коровај
Коровај (укр. коровай, рус. каравай) је традиционални бугарски, руски, украјински и румунски хлеб, који се најчешће користи на венчањима, где има велико симболично значење, а остао је део свадбене традиције у Белорусији, Русији, Украјини и руској и украјинској дијаспори. Његова употреба у Белорусији, Русији и Украјини датира још од гостољубивости и празничних обичаја у Кијевској Русији. Чести састојци су хлеб и со.

## Историја
Коровај има древну историју, а потиче из паганског веровања у магична својства жита. Био је велики округли плетени хлеб, традиционално печен од пшеничног брашна и украшен симболичним заставама и фигурицама, попут сунца, месеца, птица, животиња и шишарки. Пшенице, биље, ораси, цвеће и воће коришћене су за украшавање короваја. Стил и украс варира од региона до регије, иако су се у украшавању најчешће користиле црвена, златна и сребрна боја.
Традиционално се користи у дому невесте која пева традиционалне песме док их прави. Те жене су се звале korovainytsi (пољ. korowajnice) и најчешће су у непарном броју биле позване да раде на изради хлеба, обично у броју седам.
Украси су имали симболичку функцију. Две птице, направљене од теста, представљају пар, а друге птице породицу и пријатеље. Читав аранжман окружен је венцем од винча, симболом љубави и чистоће. Коровај се благослови пре него што се стави у рерну на печење.
Младенци су добијали коровај као благослов пре венчања. Делили су га сви сватови и то се сматрало врхунцем венчања. У тешким временима, када је венчање било немогуће, благослов и дељење хлеба често су се сматрали довољним да у очима заједнице чине брак.

## Састојци
Горњи део короваја симболизује Месец; подељен је на пола и припада брачном пару, следећи комад иде мајци и оцу младе итд. У источној Украјини мајка добија пар ципела израђених од теста, док отац добија сову од оних који украшавају короваје.
Доњи део короваја под називом pidoshva може се делити са гостима и бендом као симбол среће и будућег просперитета.